# Mighty Mouse in Gypsy Life
Mighty Mouse in Gypsy Life ist ein US-amerikanischer Zeichentrick-Kurzfilm von Connie Rasinski aus dem Jahr 1945.

## Handlung
Eine Gruppe Zigeuner-Mäuse zieht mit ihren Wagen durch das Land. Abends machen sie Halt, musizieren und tanzen. Eine riesige Fledermaus entdeckt die Gruppe und benachrichtigt weitere Fledermäuse, die nun die Gruppe gemeinsam angreifen und verspeisen wollen. Während sich alle Zigeunermäuse retten können, wird eine schöne Frau der Gruppe von einer Fledermaus gestellt.
Die Frau ruft Mighty Mouse um Hilfe, der erscheint und die Fledermäuse in die Flucht schlägt. Die Mausfrau, die von einer Fledermaus in die Luft getragen wurde, wird fallen gelassen, als die Fledermaus von Mighty Mouse besiegt wird. Erst in letzter Sekunde kann Mighty Mouse die Mausfrau auffangen, die sich bereits im Maul eines am Boden lauernden Krokodils sah. Mighty Mouse bringt die Zigeunerfrau zurück zu ihrer Gruppe und die Mausfrau küsst ihn zum Dank.

## Produktion
Mighty Mouse in Gypsy Life erschien am 3. August 1945 als Teil der Trickfilmreihe Mighty Mouse von 20th Century Fox im Kino. Es war der einzige Mighty-Mouse-Trickfilm, der je für einen Oscar nominiert wurde.

## Auszeichnungen
Mighty Mouse in Gypsy Life wurde 1946 für einen Oscar in der Kategorie „Bester animierter Kurzfilm“ nominiert, konnte sich jedoch nicht gegen Tom der Nachtwächter durchsetzen.